# Bellefontaine Neighbors
Bellefontaine Neighbors ist eine Stadt (mit dem Status „City“) im St. Louis County im US-amerikanischen Bundesstaat Missouri und Bestandteil der Metropolregion Greater St. Louis. Das U.S. Census Bureau hat bei der Volkszählung 2020 eine Einwohnerzahl von 10.740 ermittelt.

## Geografie
Bellefontaine Neighbors liegt im nördlichen Vorortbereich von St. Louis in der St. Ferdinand Township auf 38°44′25″ nördlicher Breite und 90°13′35″ westlicher Länge. Die Stadt erstreckt sich über 11,3 km². Der Mississippi, der die Grenze zu Illinois bildet, befindet sich weniger als einen Kilometer östlich der Stadt.
Benachbarte Orte von Bellefontaine Neighbors sind Spanish Lake (an der nördlichen Stadtgrenze), Riverview (an der nordöstlichen Stadtgrenze), Glasgow Village (an der östlichen Stadtgrenze), die Großstadt St. Louis (an der südöstlichen Stadtgrenze), Moline Acres (an der südwestlichen Stadtgrenze) und Castle Point (an der westlichen Stadtgrenze). Die Innenstadt von St. Louis liegt 15 km südlich.

## Verkehr
In West-Ost-Richtung verläuft an der nördlichen Stadtgrenze von Bellefontaine Neighbors die Interstate 270, die als nördliche Umgehungsstraße des Ballungsgebietes um St. Louis dient. An der westlichen Stadtgrenze kreuzt die Missouri State Route 367. Alle weiteren Straßen sind County Roads oder weiter untergeordnete innerstädtische Verbindungsstraßen.
In Nord-Süd-Richtung verläuft durch Bellefontaine Neighbors eine Bahnlinie der BNSF Railway, die von St. Louis entlang des Mississippi in nördliche Richtung führt.
Der Lambert-Saint Louis International Airport liegt 22,6 km westlich von Bellefontaine Neighbors.

## Demografische Daten
Nach der Volkszählung im Jahr 2010 lebten in Bellefontaine Neighbors 10.860 Menschen in 4311 Haushalten. Die Bevölkerungsdichte betrug 961,1 Einwohner pro Quadratkilometer. In den 4311 Haushalten lebten statistisch je 2,41 Personen.
Ethnisch betrachtet setzte sich die Bevölkerung zusammen aus 25,7 Prozent Weißen, 72,7 Prozent Afroamerikanern, 0,1 Prozent amerikanischen Ureinwohnern, 0,2 Prozent Asiaten sowie 0,2 Prozent aus anderen ethnischen Gruppen; 1,1 Prozent stammten von zwei oder mehr Ethnien ab. Unabhängig von der ethnischen Zugehörigkeit waren 0,5 Prozent der Bevölkerung spanischer oder lateinamerikanischer Abstammung.
23,0 Prozent der Bevölkerung waren unter 18 Jahre alt, 63,2 Prozent waren zwischen 18 und 64 und 13,8 Prozent waren 65 Jahre oder älter. 53,9 Prozent der Bevölkerung war weiblich.
Das mittlere jährliche Einkommen eines Haushalts lag bei 45.647 USD. Das Pro-Kopf-Einkommen betrug 15.256 USD. 36,9 Prozent der Einwohner lebten unterhalb der Armutsgrenze.